# Gard (departament)
Gard (wymowaⓘ, gaːʀ) – francuski departament położony w regionie Oksytania. Utworzony został podczas rewolucji francuskiej 4 marca 1790. Departament oznaczony jest liczbą 30. Jego nazwa pochodzi od rzeki Gard.
Według danych na rok 2010 liczba zamieszkującej departament ludności wynosi 709 700  os. (121  os./km²); powierzchnia departamentu to 5853 km². Ośrodkiem administracyjnym (prefekturą) i największym miastem departamentu jest Nîmes. 
W 2023 roku w skład departamentu wchodziło 351 gmin (lista).

## Miejscowości
Największe miejscowości departamentu (w nawiasach liczba ludności w 2021 roku):

- Nîmes (148 104)
- Alès (43 892)
- Bagnols-sur-Cèze (18 248)
- Beaucaire (15 680)
- Saint-Gilles (14 264)
- Villeneuve-lès-Avignon (12 617)
- Vauvert (11 774)
- Pont-Saint-Esprit (10 600)
- Aigues-Mortes (8685)
- Les Angles (8480)
- Marguerittes (8467)
- Le Grau-du-Roi (8438)
- Uzès (8379)
- Rochefort-du-Gard (7921)
- Bellegarde (7740)
- Saint-Christol-lez-Alès (7115)
- Manduel (7109)
- Laudun-l’Ardoise (6511)
- Bouillargues (6192)
- Calvisson (6105)
- Milhaud (5987)
- Aimargues (5749)
- Vergèze (5621)
- Beauvoisin (5581)
- Roquemaure (5526)
- Saint-Privat-des-Vieux (5482)
- Garons (5106)
- Sommières (5040)